# 玛瑙贼蛤
玛瑙贼蛤（学名：Scintilla cf. opalinus），是帘蛤目鼬眼蛤科红蛤属的一种。主要分布于中国大陆，常栖息在潮间带。